# Інститут надтвердих матеріалів імені В. М. Бакуля НАН України
Інститут надтвердих матеріалів ім. В. М. Бакуля НАН України (ІНМ) — один з найбільших науково-технічних матеріалознавчих центрів Європи. Розташований в Києві, за адресою: вулиця Автозаводська, 2.

## Про інститут
Заснований у 1961 році. Станом на 2024 рік в інституті працює понад 300 співробітників, діє 12 наукових відділів.
В інституті розробляються технології отримання та використання синтетичних алмазів, кубічного нітриду бору та інших надтвердих матеріалів, високощільної технічної кераміки, твердих сплавів, розробляються технології виготовлення конструкційних матеріалів та виробів з них.
На території інституту з 1966 року діє музей.

## Науковці
- Бондаренко Володимир Петрович — завідувач відділу технології виробництва твердих сплавів і композиційних матеріалів (1979—1989), заступник директора з наукової роботи.
- Бочечка Олександр Олександрович — завідувач відділу фізико-хімічних основ формування надтвердих і наноструктурних матеріалів, заступник директора з наукової роботи.
- Івахненко Сергій Олексійович — завідувач відділу монокристалів надтвердих матеріалів (1986—2020).
- Кислий Павло Степанович — завідувач відділу тугоплавких надтвердих матеріалів (1978—1995), заступник директора (1977—1990).
- Куцай Олександр Михайлович — науковий співробітник лабораторії наноструктурних, кристалофізичних досліджень та спектрального аналіз (1990—2017).
- Лавріненко Валерій Іванович — завідувач відділу алмазно-абразивної і фізико-технічної обробки (з 2006).
- Лєщук Олександр Олександрович — завідувач відділу фізико-механічних досліджень та нанотестування матеріалів (з 2006).
- Майстренко Анатолій Львович — завідувач відділу комп'ютерного моделювання та механіки композиційних матеріалів (з 1993).
- Пащенко Євген Олександрович — завідувач лабораторії фізико-хімії та технології композиційних інструментальних надтвердих матеріалів (2005—2012), завідувач відділу технологій формування структурованих інструментальних композитів (з 2012).
- Пріхна Тетяна Олексіївна — завідувачка відділу технологій високих тисків, функціональних керамічних композитів і дисперсних надтвердих матеріалів (з 2005).
- Розенберг Олег Олександрович — завідувач лабораторії різання важкооброблюваних сталей і сплавів (відділу перспективних ресурсозберігаючих технологій механообробки інструментами з НТМ; 1979—2011).
- Розенберг Олександр Мінейович — завідувач лабораторії різання важкооброблюваних сталей і сплавів (1963—1979).
- Руда Світлана Петрівна — старша наукова співробітниця відділу історії науки і техніки (1986—1991).
- Сідорко Володимир Ігорович — науковий співробітник відділу технологій формування структурованих інструментальних композитів (з 1981).
- Шейкін Сергій Євгенович — завідувач відділу формування прецизійних елементів складнопрофільних виробів (з 2013).

### Директори
- Бакуль Валентин Миколайович (1961—1977) — перший директор інституту, чиє ім'я він носить.
- Новиков Микола Васильович (1977—2014)
- Туркевич Володимир Зіновійович (з 2015)